# Gina (inslagkrater)
Gina is een inslagkrater op de planeet Venus. Gina werd in 1985 genoemd naar Gina, een Italiaanse meisjesnaam.
De krater heeft een diameter van 14,6 kilometer en bevindt zich in het quadrangle Snegurochka Planitia (V-1).